# Kuenschtli.ch
Kuenschtli.ch (Marke: kuenschtli.ch) war ein Schweizer Independent-Label aus Zürich. Das Label veröffentlichte Tonträger, betreute verschiedene Künstler und Bands als Management und betrieb auch einen Musikverlag. Kuenschtli.ch ist heute noch als Bookingagentur und Konzertveranstalter tätig.

## Geschichte
Kuenschtli.ch wurde im Sommer 2004 als Internetplattform aufgeschaltet. Anfänglich eine Plattform für unbekannte Bands aus der lokalen Szene, entwickelte sich das Projekt im Laufe der Jahre zu einer unabhängigen Musikagentur mit verschiedenen Angeboten, die weit über Zürich hinaus tätig gewesen ist. Das Kollektiv war als nicht-gewinnorientierter Verein organisiert.
Wichtige Veröffentlichungen waren 2006 das Debütalbum der Indie-Rock-Band Fisher (mit der Sängerin Emilie Welti, besser bekannt unter dem Namen Sophie Hunger), das Debütalbum von My Name Is George, mit welchem die Band 2006 von der Radiostation DRS3 zur Swiss Top Band des Landes erkoren wurde, und 2007 das zweite Album von Serpentine.
Das Label pflegte langjährige Partnerschaften mit Künstlerinnen wie Asleep., C. Gibbs und Nadja Zela. Im Jahr 2007 erhielt Kuenschtli.ch den Poplabel-Förderpreis vom Migros-Kulturprozent. Mit dem Release von Drowning, dem ersten Album der Zürcher Sängerin Fiona Daniel, schaffte im Mai 2010 erstmals eine Veröffentlichung des Labels den Sprung in die Schweizer Hitparade.
Die Label- und Verlagsaktivitäten wurden am 14. Dezember 2014 für beendet erklärt. Teile des Label-Katalogs wurden nach Auflösung von Kuenschtli.ch Publishing vom Label Sailing for Peace übernommen.

## Künstler und Bands
- Acapulco Stage Divers
- Anna
- Anna & Stoffner
- Asleep.
- C. Gibbs Presents Lucinda Black Bear
- Coldeve
- Dave Doorslammer & The Guests
- Diebesbande
- Fifty Foot Mama
- Fiona Daniel
- Fisher
- Los Dos
- Los Dos & Orchestra
- My Eve Proposal
- My Name Is George
- Phall Fatale
- Sabina Leone
- Serpentine
- Strozzini
- Swatka City
- Zhivago

## Veranstaltungen
Seit 2004 veranstaltet das Label eigene Konzertreihen, u. a. im Helsinki Klub in Zürich («kuenschtli.ch präsentiert»), im Gaswerk in Winterthur («Die lange Nacht der Livemusik»), im Papiersaal (Sihlcity) in Zürich («Tonleiter»), im Abart Music Club in Zürich («Whit Sunday Rock Night») und im Jazzclub Moods (im Schiffbau) in Zürich («kuenschtli.ch präsentiert»). Zudem unterstützte das Label zwischen 2009 und 2017 die Programmation und das Booking des Stolze Openair in Zürich, wo in diesen Jahren u. a. Bands und Künstlerinnen wie The Sadies, FM Belfast, Poni Hoax, Stiller Has, Baby Jail, Faber und Phenomden aufgetreten sind.